# Archive von China und Tibet
Archive von China und Tibet (tib.: rgya bod yig tshang mkhas pa'i dga' byed, kurz: rgya bod yig tshang, auch: rGya bod yig tshang chen mo) ist ein tibetisches historisches Werk von dem Sakya-Mönch Tagtshang Dzongpa Peljor Sangpo (sTag tshang rdzong pa dPal ‘byor bzang po) alias Śrībhūtibhadra, das im Jahr 1434 fertiggestellt wurde. Vom literarischen Genre ähnelt es im Wesentlichen den „Roten Annalen“, liefert aber ausführlichere Darstellungen historischer Ereignisse.
Es enthält wichtige Informationen über die Geschichte Tibets und seiner Zehntausendschaften, die angrenzenden Regionen, insbesondere über die Sakya-Schule und ihre Beziehungen zur mongolischen Yuan-Dynastie, den Buddhismus, die Tibetische Medizin, Geschichte des Tees in Tibet sowie die Geschichte des Militärsystems der Yuan-Dynastie (Mongolen) in Tibet.

## Manuskripte, Ausgaben und Übersetzungen

### Tibetisch
- Manuskript aus der Bibliothek von Rai Bahadur T.D. Densapa, Gangtok, Sikkim
- Druck des Zhongyang minzu xueyuan Shaoshu minzu guji zhengli 中央民族学院少数民族古籍整理, Peking, Juli 1983[7]
- Rgya bod yig tshang, Timphu 1979[8]

- Rgya bod yig tshang chen mo. Chengdu: Si-khron mi-rigs dpe-skrun-khang, 1985[9][10], im Sichuan Ethnic Publishing House 1985 (Vorwort von Dungkar Lobsang Thrinle)

- rGyal rabs mang po'i legs bshad rnam grangs yid 'dzin nor bu'i phreng ba / rgya bod yig tshang chen mo. dPal brtsegs bod yig dpe rnying zhib 'jug khang nas bsgrigs. Pe cin: krung go'i bod rig pa dpe skrun khang. Mes po'i shul bzhags, no. 28, 2007.， ISBN 978-7-80057-857-1

### Chinesische Übersetzung
- Han Zang shiji. Xizang Renmin Chubanshe, Lhasa 1986, ISBN 7-223-00942-X. (chin. Übersetzung von Chen Qingying)